# Tashkent Open 2016 - Qualificazioni singolare
Le qualificazioni del singolare femminile del Tashkent Open 2016 sono state un torneo di tennis preliminare per accedere alla fase finale della manifestazione. Le vincitrici dell'ultimo turno sono entrate di diritto nel tabellone principale. In caso di ritiro di una o più giocatrici aventi diritto a queste sono subentrati le lucky loser, ossia le giocatrici che hanno perso nell'ultimo turno ma che avevano una classifica più alta rispetto alle altre partecipanti che avevano comunque perso nel turno finale.

## Teste di serie
1. Rebecca Šramková (primo turno)
2. Ekaterina Aleksandrova (primo turno)
3. Hiroko Kuwata (qualificata)
4. Sabina Sharipova (qualificata)

1. Dalila Jakupovič (primo turno)
2. Tereza Martincová (qualificata)
3. İpek Soylu (qualificata)
4. Nigina Abduraimova (primo turno)

## Qualificate
1. Tereza Martincová
2. İpek Soylu

1. Hiroko Kuwata
2. Sabina Sharipova

### Lucky loser
1. Sofia Šapatava

## Tabellone

### Legenda
| - Q = Qualificato - WC = Wild card - LL = Lucky loser | - ALT = Alternate - SE = Special Exempt - PR = Protected Ranking | - w/o = Walkover - r = Ritirato - d = Squalificato |

### Sezione 1
|  | Primo turno | Primo turno       | Primo turno       | Primo turno | Primo turno |  |  | Ultimo turno | Ultimo turno      | Ultimo turno      | Ultimo turno | Ultimo turno |  |
|  |             |                   |                   |             |             |  |  |              |                   |                   |              |              |  |
|  | 1           | Rebecca Šramková  | Rebecca Šramková  | 1           | 64          |  |  |              |                   |                   |              |              |  |
|  |             | Sofia Šapatava    | Sofia Šapatava    | 6           | 7           |  |  |              | Sofia Šapatava    | Sofia Šapatava    | 4            | 5            |  |
|  | WC          | Laylo Bahodyrova  | Laylo Bahodyrova  | 0           | 1           |  |  | 6            | Tereza Martincová | Tereza Martincová | 6            | 7            |  |
|  | 6           | Tereza Martincová | Tereza Martincová | 6           | 6           |  |  |              |                   |                   |              |              |  |

### Sezione 2
|  | Primo turno | Primo turno            | Primo turno | Primo turno | Primo turno |  |  | Ultimo turno | Ultimo turno | Ultimo turno | Ultimo turno | Ultimo turno |  |
|  |             |                        |             |             |             |  |  |              |              |              |              |              |  |
|  | 2           | Ekaterina Aleksandrova | 6           | 0           | 3           |  |  |              |              |              |              |              |  |
|  |             | Ankita Raina           | 1           | 6           | 6           |  |  |              | Ankita Raina | 6            | 1            | 2            |  |
|  | WC          | Arina Folc             | Arina Folc  | 1           | 1           |  |  | 7            | İpek Soylu   | 1            | 6            | 6            |  |
|  | 7           | İpek Soylu             | İpek Soylu  | 6           | 6           |  |  |              |              |              |              |              |  |

### Sezione 3
|  | Primo turno | Primo turno        | Primo turno | Primo turno | Primo turno |  |  | Ultimo turno | Ultimo turno    | Ultimo turno    | Ultimo turno | Ultimo turno |  |
|  |             |                    |             |             |             |  |  |              |                 |                 |              |              |  |
|  | 3           | Hiroko Kuwata      | 6           | 0           | 6           |  |  |              |                 |                 |              |              |  |
|  |             | Ljudmyla Kičenok   | 4           | 6           | 4           |  |  | 3            | Hiroko Kuwata   | Hiroko Kuwata   | 6            | 7            |  |
|  |             | Katarzyna Piter    | 6           | 2           | 6           |  |  |              | Katarzyna Piter | Katarzyna Piter | 2            | 6(0)         |  |
|  | 8           | Nigina Abduraimova | 4           | 6           | 3           |  |  |              |                 |                 |              |              |  |

### Sezione 4
|  | Primo turno | Primo turno       | Primo turno       | Primo turno | Primo turno |  |  | Ultimo turno | Ultimo turno      | Ultimo turno      | Ultimo turno | Ultimo turno |  |
|  |             |                   |                   |             |             |  |  |              |                   |                   |              |              |  |
|  | 4           | Sabina Sharipova  | 6                 | 3           | 6           |  |  |              |                   |                   |              |              |  |
|  |             | Aleksandra Panova | 4                 | 6           | 4           |  |  | 4            | Sabina Sharipova  | Sabina Sharipova  | 6            | 6            |  |
|  |             | Anhelina Kalinina | Anhelina Kalinina | 6           | 7           |  |  |              | Anhelina Kalinina | Anhelina Kalinina | 3            | 2            |  |
|  | 5           | Dalila Jakupovič  | Dalila Jakupovič  | 0           | 5           |  |  |              |                   |                   |              |              |  |